# Hypsibarbus suvattii
Hypsibarbus suvattii és una espècie de peix cipriniforme de la família dels ciprínids.

## Morfologia
Els mascles poden assolir els 35 cm de longitud total.

## Distribució geogràfica
Es troba al Vietnam, sud-est de Tailàndia i sud-oest de Cambodja.